# 大西匡
大西 匡（おおにし ただし、1934年7月 - ）は、日本の自動車技術者、実業家。豊田工機代表取締役会長兼社長や、日本工作機械工業会会長、中部品質管理協会会長等を歴任した。

## 人物・経歴
北海道函館市出身。1957年北海道大学工学部卒業、トヨタ自動車工業入社。トヨタ生産方式の整備にあたり、1984年には大橋正昭、高橋朗らとともに、トヨタ自動車取締役に昇格した。1988年トヨタ自動車常務取締役。1994年トヨタ自動車専務取締役。
1996年豊田工機代表取締役社長。2000年豊田工機代表取締役会長。2001年日本工作機械工業会会長会長。
2003年豊田工機代表取締役会長兼社長。2004年豊田工機相談役、中部品質管理協会会長。
2006年4月旭日中綬章受章。
この間、産業技術記念館理事、ロイヤルカントリークラブ理事、中京北海道クラブ名誉会長、愛知ふるさと大使、日本品質管理学会理事、新エネルギー・産業技術総合開発機構技術評価委員会委員等も歴任した。